# 裸菊石
裸菊石（學名：Psiloceras），又名裸環鱣菊石，是生存在侏羅紀初海洋中的一屬菊石，游水能力一般。牠們的化石遍布世界各地，例如阿根廷、奧地利、加拿大、中國、法國、英國和美國等。國際地層委員會將其化石的始現面訂為海塔其期的起點，也就是侏羅紀開始的標誌。牠們可能是從葉菊石進化而來，仍保留著單一的縫合線。

## 物種[1]
- Psiloceras angulocostatum
- Psiloceras calliphylloides
- Psiloceras calliphyllum
- Psiloceras pacificum
- Psiloceras planorbis
- Psiloceras plicatulum
- Psiloceras strongolum
- Psiloceras tibeticum

## 外部連結
- Psiloceras in the Paleobiology Database